# Сорокин, Пётр Ефимович
Пётр Ефи́мович Соро́кин (1889, Санкт-Петербург — 1942) — русский футболист.

## Биография
Спортивную карьеру начал в клубе «Националы» в 1906 году, вместе с которым занял 4-е место в Санкт-Петербургской футбольной лиге.
С 1907 года выступал за петербургский клуб «Спорт», с которым становился чемпионом лиги в 1908, 1909 и 1910 годах.
Принимал участие в двух товарищеских матчах сборной Российской империи:
- 22 августа 1911 — Россия:Англия — 0:11 (неофиц.)
- 14 июля 1912 — Россия:Венгрия — 0:12